# Yomo Toro

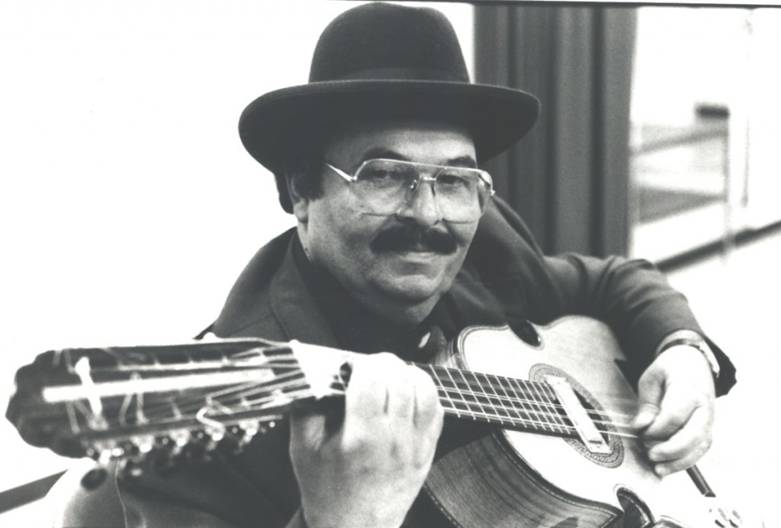
Yomo Toro, 2012

Yomo Toro (eigentlich Victor Guillermo Toro Vega Ramos Rodríguez Acosta, * 26. Juli 1933 in Ensenada, Guánica, Puerto Rico; † 30. Juni 2012 in der Bronx, New York City) war ein puerto-ricanischer Musiker des Latin Jazz, der Gitarre und Cuatro spielte.

## Leben
Yomo Toros Vater Alberto war Lastwagenfahrer und war Cuatrospieler in einer Band, in der Yomo bereits als Kind erste musikalische Erfahrungen bei Partys sammelte und Requinto und Cuatro spielte. Als Jugendlicher zog er nach San Juan, um in der Band Los Quatro Ases zu spielen, geleitet von dem Sänger Bury Cabán. Mit der Gruppe kam er 1953 erstmals nach New York, wohin er 1957 endgültig zog. Toro spielte zunächst traditionelle puerto-ricanische und mexikanische Musik, wobei er Sänger wie Odilio González und Victor Rolón Santiago begleitete, außerdem mit dem Trio Los Panchos. Ab Ende der 1960er Jahre trat er auch in Fernsehsendungen des New Yorker Channel 41 auf, etwa in El Show de Yomo Toro. Er arbeitete seit den 1960er Jahren in der New Yorker Salsa- und Latin-Szene, u. a. mit Willie Colón, Héctor Lavoe, Larry Harlow, Ismael Rivera, Cheo Feliciano, Tipica 73 und den Fania All-Stars, mit denen er zwei Soloalben, Romantico und Musico Para El Mundo Entero einspielte. 1987 entstand in Zusammenarbeit mit der Produzentin Verna Gillis Funky Jibaro für das Label Antilles. Er wirkte auch beim Soundtrack des Woody-Allen-Films Bananas (1971) mit, dem Rubén-Blades-Film Crossover Dreams (1985) und bei der Musik der Kinder-Fernsehshow Dora the Explorer; ferner spielte er als Sessionmusiker bei Harry Belafonte, Paul Simon, David Byrnes Rei Momo (1989) und Linda Ronstadts Frenesi (1992). 2007 arbeitete er mit dem Jazzposaunisten Roswell Rudd (El Espiritu Jíbaro).